# Movimiento Ecológico de Venezuela
Movimiento Ecológico de Venezuela (zkráceně MOVEV, Venezuelské ekologické hnutí) je venezuelské politické hnutí prosazující zelenou politiku. Součástí tohoto subjektu je podpora ekologie, demokracie, sociální spravedlnosti a pacifismu. Sídlo strany je ve Valencii. 1. srpna 2008 strana ohlásila svůj vznik a přistoupení k Americké federaci zelených stran.
MOVEV je první venezuelská strana, která se přihlásila k myšlenkám federace Global Greens. Strana zahájila své působení jako sociálně orientované hnutí občanských aktivistů v roce 2005. Členové sami sebe definují jako organizaci sdružující environmentalisty, kteří pomocí politické akce propagují zásady udržitelného rozvoje. Ten má umožnit Venezuelanům život ve spravedlivé společnosti, svobodně a v harmonii s přírodou.